# 懷茨伯勒 (新澤西州)
懷茨伯勒（英語：Whitesboro）是位於美國新澤西州開普梅縣的普查規定居民點。

## 人口
根據2020年美國人口普查的數據，懷茨伯勒的面積為9.22平方千米，當中陸地面積為9.17平方千米，而水域面積為0.05平方千米。當地共有人口2300人，而人口密度為每平方千米249.46人。